# 法比安·蒂利埃
法比安·蒂利埃（法語：Fabien Tilliet，1980年3月3日—），法国男子赛艇运动员。他曾代表法国参加世界赛艇锦标赛，获得四枚金牌、二枚银牌和一枚铜牌。他也曾参加2008年夏季奥运会。